# Йеменская война (1972)
Йеменская война 1972 года — краткосрочный военный конфликт между Северным и Южным Йеменом.

## Предпосылки
20 февраля 1972 года повстанцы «Лиги Южной Аравии» (SAL) атаковали позиции южнойеменских войск в восточной части НДРЙ, прибыв из Саудовской Аравии. 24 февраля повстанцы были разбиты правительственными войсками Южного Йемена, в ходе военных действий были убиты около 175 повстанцев. 22 мая 1972 г. премьер-министр НДРЙ Али Насер Мухаммед пережил покушение, совершенное повстанцами SAL. 9 июля 1972 г. шесть человек были приговорены к смертной казни за заговор с целью свержения правительства НДРЙ. Саудовская Аравия продолжала выступать против Южного Йемена и поддерживала войска Северного Йемена в предстоящей борьбе.

## Конфликт
Война, инициированная Северным Йеменом, началась 26 сентября 1972 года, в десятую годовщину начала гражданской войны в Северном Йемене. Боевые действия в основном состояли из пограничных столкновений. Во время конфликта Северный Йемен поддерживали: Саудовская Аравия, Иордания, Египет, Иран, Соединенное Королевство и Соединенные Штаты, а НДРЙ — Советский Союз, Чехословакия, Ирак, Ливия и Куба.

## Последствия

### Каирское соглашение 1972 года
Боевые действия длились 23 дня; 19 октября было официально объявлено о прекращении огня. За этим последовало Каирское соглашение от 28 октября, в котором был предложен план объединения двух стран в «республиканское, национальное и демократическое» государство на основе «свободных и прямых» выборов.

### Военные действия в 1970-х гг.
В середине 1970-х Южный Йемен спровоцировал и финансировал широкое оппозиционное движение на севере, Национально-демократический фронт (НДФ). В период с 1978 по 1982 годы последнее подняла восстание против властей.